# Liste der Naturdenkmale in Limburg an der Lahn
Die Liste der Naturdenkmale in Limburg an der Lahn nennt die im Gebiet der Stadt Limburg an der Lahn im Landkreis Limburg-Weilburg in Hessen gelegenen Naturdenkmale.
| Bild                          | Bezeichnung          | Ortsteil, Lage                                      | Beschreibung | Art         | Nr.     |
| ----------------------------- | -------------------- | --------------------------------------------------- | --- | ----------- | ------- |
| mehr Fotos \| Fotos hochladen | Arnoldsche Insel     | Limburg 50° 23′ 21,2″ N, 8° 4′ 5,2″ O               | auch: Obere Lahninsel, oberhalb der alten Lahnbrücke und unterhalb des Domfelsens.                                                                   |             | 3533005 |
| BW                            | Winterlinde          | Limburg, Tal Josaphat 50° 23′ 3,8″ N, 8° 4′ 19,9″ O | nahe der Kreuzkapelle am östlichen Ortsrand von Limburg a. d. Lahn.                                                                                  | Winterlinde | 3533015 |
| mehr Fotos \| Fotos hochladen | Fachinger'sche Insel | Limburg 50° 23′ 29,6″ N, 8° 3′ 46,2″ O              | auch: Untere Lahninsel, Inselbildung in der Lahn zwischen alter und neuer Lahnbrücke, dichter Bewuchs, teilweise steile Ufer, Überschwemmungsgebiet. |             | 3533017 |
| mehr Fotos \| Fotos hochladen | Mühlener Eiche       | Eschhofen 50° 23′ 52,8″ N, 8° 6′ 6,9″ O             | Einzelbaum am nördlichen Ortsrand von Eschhofen an der Kapelle geschützt ist auch die Umgebung (Kronen- und Wurzelraum zzgl. 5 m).                   |             | 3533076 |

## Belege
1. ↑  
Liste der Naturdenkmale im Landkreis Limburg-Weilburg. (PDF; 33 kB) In: www.landkreis-limburg-weilburg.de. Landkreis Limburg-Weilburg, März 2018, abgerufen am 10. Juni 2022.
2. 1 2 3 4  
Naturdenkmale in Hessen. (pdf; 405 kB) Anlage zu Kleine Anfrage der Abg. Ursula Hammann (BÜNDNIS 90/DIE GRÜNEN) vom 15.04.2011 betreffend Biotopverbund Teil 2 und Antwort der Ministerin für Umwelt, Energie, Landwirtschaft und Verbraucherschutz. Hessischer Landtag, 22. Juni 2011, abgerufen am 4. Februar 2016.
3. ↑  Landschaftsplan Limburg an der Lahn 2013 (Memento vom 19. März 2015 im Internet Archive)

- Karte mit allen Koordinaten:
- OSM |
- WikiMap